# Protochondrostoma
Protochondrostoma is een geslacht van straalvinnige vissen uit de familie van karpers (Cyprinidae).

## Soort
- Protochondrostoma genei (Bonaparte, 1839)